# Dallas Jackals
Jackals Dallas Rugby, en español Chacales de Dallas, fue un equipo de rugby ubicado en la ciudad de Dallas, en el estado de Texas, en Estados Unidos, y que participó en la Major League Rugby.
El club cesó sus funciones en septiembre de 2024 a consecuencia de problemas económicos, indicando que dejará la Major League Rugby.

## Historia
El 11 de diciembre de 2019 la MLR anunció que Dallas y Los Ángeles (California) habían ganado las licitaciones para dos nuevas franquicias, la expansión se realizaría en la temporada 2021.
El tercer equipo de Texas se hizo público el 5 de junio de 2020. Una semana antes se reveló que el otro equipo era Los Ángeles Giltinis, propiedad de un consorcio australiano.
En la temporada 2024 llegó a las finales de conferencias, siendo derrotado por Seattle Seawolves por un marcador de 28 a 25, siendo esta su mejor presentación en el torneo.

## Estadio
Los Dallas Jackals disputan sus partidos en el estadio Choctaw Stadium, que se localiza en Arlington y tiene capacidad para 49.000 espectadores, siendo así el más grande de la MLR y por cuatro veces más que el segundo. Fue el antiguo hogar de los Texas Rangersde béisbol, hoy solo es compartido con el equipo menor de fútbol: North Texas SC.